# Communauté de communes du Bassin Minier Montagne
Die Communauté de communes du Bassin Minier Montagne ist ein ehemaliger französischer Gemeindeverband mit der Rechtsform einer Communauté de communes im Département Puy-de-Dôme in der Region Auvergne-Rhône-Alpes. Sie wurde am 17. November 2000 gegründet und umfasste zehn Gemeinden. Der Verwaltungssitz befand sich im Ort Brassac-les-Mines.

## Historische Entwicklung
Mit Wirkung vom 1. Januar 2017 fusionierte der Gemeindeverband mit  
- Communauté de communes des Coteaux de l’Allier,
- Communauté de communes Couze Val d’Allier,
- Issoire Communauté,
- Communauté de communes du Lembron Val d’Allier,
- Communauté de communes du Pays de Sauxillanges,
- Communauté de communes des Puys et Couzes sowie
- Ardes Communauté

und bildete so die Nachfolgeorganisation Agglo Pays d’Issoire.

## Ehemalige Mitgliedsgemeinden
1. Auzat-la-Combelle
2. Brassac-les-Mines
3. Champagnat-le-Jeune
4. La Chapelle-sur-Usson
5. Esteil
6. Jumeaux
7. Peslières
8. Saint-Jean-Saint-Gervais
9. Saint-Martin-d’Ollières
10. Valz-sous-Châteauneuf